# Liste des chapitres de Young GTO

Cette page regroupe la liste des volumes et chapitre du manga Young GTO de Tōru Fujisawa.

## Volumes reliés

### Tomes 1 à 10
| no | Japonais          | Japonais          | Français          | Français          |
| no | Date de sortie    | ISBN              | Date de sortie    | ISBN              |
| --- | ----------------- | ----------------- | ----------------- | ----------------- |
| 1 | 16 mars 1991      | 978-4-06-313212-0 | 17 mai 2005       | 978-2-84599-444-7 |
| Liste des chapitres : - 1. Drague à la plage (1) (リゾ・ラバ～与論島編～, Rizo raba ~ yorontō-hen ~) - 2. Drague à la plage (2) (リゾ・ラバ～与論島編ＰＡＲＴ２～, Rizo raba ~ yonrontō-hen PART 2~) - 3. Un nouveau visage pour mieux se faire haïr (にくまれそうなＮＥＷ ＦＡＣＥ, Nikuma re-sōna NEW FACE) - 4. Résurrection (蘇える金狼, So eru kinrō) - 5. Over last night (ＯＶＥＲ ＨＥＡＴ ＮＩＧＨＴ！) - 6. Adieu, jeunesse ! (さらば青春！！, Saraba seishun !!) - 7. Ah la légende, la légende… (嗚呼‥ 鬼爆伝説！, Ā... oni setsu!) - 8. The virgin road for ever ! (バージンロードに首ったけ！, Bājinrōdo ni kubittake!) |                   |                   |                   |                   |
| 2 | 17 avril 1991     | 978-4-06-313216-8 | 14 juin 2005      | 978-2-84599-455-3 |
| Liste des chapitres : - 9. Affaire craignos (危険な情事, Kiken'na jōji) - 10. Street fighters (ＳＴＲＥＥＴ ＦＩＧＨＴＥＲＳ) - 11. Je suis un loup solitaire (狼になりたい, Ōkami ni naritai) - 12. Yokohama by night ! (横浜 ＧＩＧ Ｎｉｇｈｔ！！, Yokohama GIG Night!!) - 13. Chacun son Noël (それぞれのクリスマス, Sorezore no Kurisumasu) - 14. Si tu venais… (会いにきて Ｉ ＮＥＥＤ ＹＯＵ, Ai ni kite I NEED YOU) - 15. Apprends-moi à skier, s'il te plaît (私をスキーに連れてって, Watashi o sukī ni tsuretette) - 16. Réveillon (1) (クリスマス・イヴ①, Kurisumasu ivu ①) - 17. Réveillon (2) (クリスマス・イヴ②, Kurisumasu ivu ②) |                   |                   |                   |                   |
| 3 | 17 juin 1991      | 978-4-06-311685-4 | 16 août 2005      | 978-2-84599-473-7 |
| Liste des chapitres : - 18. Le nouveau (転校生, Tenkōsei) - 19. Les trois conditions (３つの条件, Mitsu no jōken) - 20. The Saint Valentin Day Parade (バレンタインパレードへ行こう！！, Barentain parēdo e ikō!!) - 21. Archi mort !! (絶体絶命！！, Zettaizetsumei !!) - 22. Jusqu'aux confins de la planète (même pourchassé par les yaks) (ヤクザに追われて何処までも‥‥, Yakuza ni owarete doko made mo...) - 23. formatnum:100000000 (タイムリミット, Taimu rimitto) - 24. Assaut (なぐりこみ！！, Naguri komi!!) - 25. Signes alarmants (危険信号, Kiken shingō) - 26. La chasse à l'Onibaque (鬼爆狩り！, Onibaku kari) |                   |                   |                   |                   |
| 4 | 8 août 1991       | 978-4-06-311702-8 | 13 septembre 2005 | 978-2-84599-492-8 |
| Liste des chapitres : - 27. Attaque!! (戦闘開始！！, Sentō kaishi!!) - 28. Tsujido Wars!! (辻高ウォーズ！！, Tsujiko wōzu!!) - 29. Ça arrache ! (ぶっちぎり！, Bucchigiri!) - 30. Méga retournement !! (大逆転！！, Dai gyakuten!!) - 31. Assurer… (実力派宣言！！, Jitsuryoku hasengen!!) - 32. Théâtre de la vie : Le bain public du quartier (喜劇・『銭湯 人生劇場』, Kigeki "Sentō jinsei gekijō") - 33. Shōnan Love Story - I : La photo dans le portefeuille (湘南ラブストーリー① ～定期入れの中の君, Shōnan rabusutōrī ① ~ teikīre no nakanokimi) - 34. Shōnan Love Story - II : Tu ne sais pas combien je t'aime (湘南ラブストーリー② ～ぼくがどんなに君が好きか君は知らない, Shōnan rabusutōrī ② ～ Boku ga don'nani kimi ga suki ka kimi wa shiranai) - 35. Shōnan Love Story - III : Pour elle… (湘南ラブストーリー③ ～あいつのために, Shōnan rabusutōrī ③ ~ aitsu no tame ni)                             |                   |                   |                   |                   |
| 5 | 16 novembre 1991  | 978-4-06-311732-5 | 19 octobre 2005   | 978-2-84599-502-4 |
| Liste des chapitres : - 36. Shōnan Love Story - IV : Cœur serré (湘南ラブストーリー④～ハートせつなく‥‥, Shōnan rabusutōrī ④ ~ hāto setsubaku...) - 37. Shōnan Love Story - V : Et tout deviendra souvenir (湘南ラブストーリー⑤～想い出にかわるまで, Shōnan rabusutōrī ⑤ ~ omoide ni kawaru made) - 38. Shōnan Love Story - VI : Merci (L) (湘南ラブストーリー⑥～あ・り・が・と・う・, Shōnan rabusutōrī ⑥ ~ arigatō) - 39. Le secret de Kaorou (薫の秘密, Kaoru no himitsu) - 40. Te revoir encore (もう一度逢いたくて, Mōichido aitakute) - 41. Parc d'attractions, puis… (遊園地へ、そして‥‥, Yūenchi e, soshite...) - 42. Il s'appelle Fumiya Shindôji (神堂寺郁也という男‥‥, Kami dō tera ikuya toiu otoko...) - 43. La violence est son amie (その男 狂暴につき‥‥, Sono otoko kyōbō nitsuki...) - 44. Mais pourquoi te marier ?! (君はどうして結婚してしまうのか！？, Kimi wa dōshite kekkon shiteshimau no ka!?) |                   |                   |                   |                   |
| 6 | 17 février 1992   | 978-4-06-311755-4 | 17 novembre 2005  | 978-2-84599-520-8 |
| Liste des chapitres : - 45. Onbaku être deux… (鬼爆、ふたり‥‥, Onbaku, futari...) - 46. Dead end (ＤＥＡＤ ＥＮＤ) - 47. Rien ne m'arrêtera… (もう止まらない！！, Mō tomaranai!!) - 48. My friends (マイ フレンズ, Mai furenzu) - 49. Midnight carnival - I (ミッドナイト カーニバル①, Middonaito kānibaru ①) - 50. Midnight carnival - II (ミッドナイト カーニバル②, Middonaito kānibaru ②) - 51. Sayonara (ＳＡＹＯＮＡＲＡ‥‥) - 52. Pour toi, ce que je ferais… (君のため僕がしてあげられる事, Kimi no tame boku ga shiteagerareru koto) - 53. Épilogue (それから‥‥, Sorekara...) |                   |                   |                   |                   |
| 7 | 17 avril 1992     | 978-4-06-311774-5 | 7 décembre 2005   | 978-2-84599-531-4 |
| Liste des chapitres : - 54. Il s'appelle Ôkubo (大久保という男, Ōkubo toiu otoko) - 55. Je ne renoncerai pas (もう戻れない‥‥, Mō moderenai...) - 56. Retrouvailles (再会, Saikai) - 57. Je ne peux pas lui dire… (あいつには いえなくて, Aitsu ni wa ienakute) - 58. Le duo se sépare (鬼爆解散！, Onibaku Kaisan!) - 59. Je ne lui pardonnerai pas (あいつだけは許せねえ, Aitsu dake wa yurusenē) - 60. Un pari hasardeux (危険なカケ, Kikken'na kake) - 61. Nous ne revivrons plus ces moments… (もうあの頃にはもどれない, Mō ano koro ni wa moderenai) - 62. Bye-bye Ekichi… (Ｂｙｅ Ｂｙｅ 英吉, Bye Bye Ekichi) |                   |                   |                   |                   |
| 8 | 17 juillet 1992   | 978-4-06-311807-0 | 18 janvier 2006   | 978-2-84599-555-0 |
| Liste des chapitres : - 63. War war war - I (ＷＡＲ ＷＡＲ ＷＡＲ①) - 64. War war war - II (ＷＡＲ ＷＡＲ ＷＡＲ②) - 65. War war war - III (ＷＡＲ ＷＡＲ ＷＡＲ③) - 66. Pour le temps que nous avons ensemble (俺たちの時間のために, Oretachi no jikan no tame ni) - 67. I love you (Ｉ ＬＯＶＥ ＹＯＵ) - 68. Adieu (サ・ヨ・ナ・ラ‥‥, SAYONARA...) - 69. Il y a toujours un lendemain (明日があるから, Ashita ga aru kara) - 70. Héros de légende : Tsukaï (男，塚井の純愛伝, Otoko, tsukai no jun'ai-den) - 71. Bébé ?! Mais mais ?! (ＢＡＢＹ！逃げるんだ！！, BABY! Nigeru nda!!) |                   |                   |                   |                   |
| 9 | 17 septembre 1992 | 978-4-06-311824-7 | 15 février 2006   | 978-2-84599-563-5 |
| Liste des chapitres : - 72. Bébé ?! Mais mais ?! II (ＢＡＢＹ！逃げるんだ！！②, BABY! Nigeru nda!! ②) - 73. Bébé ?! Mais mais ?! III (ＢＡＢＹ！逃げるんだ！！③, BABY! Nigeru nda!! ③) - 74. T'as un problème ?! (文句あんのか！？, Monku an no ka!?) - 75. Le primptemps est arrivé (春の予感！？, Haru no yokan!?) - 76. Nanno, Nanno ?! (ナンノナンノ‥‥！？, Nanno nanno...!?) - 77. Le terrible secret du professeur Minamino (南野用高の秘密！？, Minamino Yōkō no himitsu?) - 78. Tu m'as vaincu !! (まいりました, Mairimashita) - 79. Les craignos (ヤバイ奴‥‥, Yabai yakko...) - 80. Une entrée fracassante (初登校, Hatsu tōkō) |                   |                   |                   |                   |
| 10 | 14 décembre 1992  | 978-4-06-311853-7 | 15 mars 2006      | 978-2-84599-574-1 |
| Liste des chapitres : - 81. Conquête d'une nation (“全国制覇”！？, "Zenzoku seiha"!?) - 82. Vieille connaissance (幼なじみ, Osananajimi) - 83. Shinomi Fujisaki (藤崎志乃美, Fujisaki Shinomi) - 84. Celui que l'on fut, celui que l'on est devenu (昔の男 今の男, Mukashi no otoko ima no otoko) - 85. I love you (Ｉ ＬＯＶＥ ＹＯＵはひとりごと, I LOVE YOU wa hitorigoto) - 86. Love game (ＬＯＶＥ ＧＡＭＥ) - 87. Love is over (ＬＯＶＥ ＩＳ ＯＶＥＲ) - 88. L'amour que rien n'arrête (愛が止まらない！！, Ai ga tomaranai!!) - 89. Assumer (ＫＥ・ＪＩ・ＭＥ, Kejime) |                   |                   |                   |                   |

### Tomes 11 à 20
| no | Japonais          | Japonais          | Français          | Français          |
| no | Date de sortie    | ISBN              | Date de sortie    | ISBN              |
| --- | ----------------- | ----------------- | ----------------- | ----------------- |
| 11 | 17 février 1993   | 978-4-06-311870-4 | 18 avril 2006     | 978-2-84599-584-0 |
| Liste des chapitres : - 90. Déclaration (恋愛宣言！！, Ren'ai sengen!!) - 91. Craignos plage (危険な夏, Kiken'na natsu) - 92. Le début d'un long, très long été - 1 (長い長い夏の始まり①, Haihai natsu no hajimari ①) - 93. Le début d'un long, très long été - 2 (長い長い夏の始まり②, Haihai natsu no hajimari ②) - 94. Intuition (予感, Yokan) - 95. Le retour des Midnight Angels ?! (暴走天使復活！？, Bōsō tenshi fukkatsu!?) - 96. Tottoo girl (ＴＡＴＴＯＯ ＧＩＲＬ) - 97. Poursuite nocturne (夜叉, Yasha) - 98. To be continued (ＴＯ ＢＥ ＣＯＮＴＩＮＵＥＤ) |                   |                   |                   |                   |
| 12 | 17 mai 1993       | 978-4-06-311902-2 | 24 mai 2006       | 978-2-84599-606-9 |
| Liste des chapitres : - 99. Saturday midnight - 1 (サタデー・ミッドナイト①, Satadē middonaito ①) - 100. Saturday midnight - 2 (サタデー・ミッドナイト②, Satadē middonaito ②) - 101. Saturday midnight - 3 (サタデー・ミッドナイト③, Satadē middonaito ③) - 102. Saturday midnight - 4 (サタデー・ミッドナイト④, Satadē middonaito ④) - 103. Saturday midnight - 5 (サタデー・ミッドナイト⑤, Satadē middonaito ⑤) - 104. L'ange et le démon - 1 (『天使』と『悪魔』①, "Tenshi" to "akuma" ①) - 105. L'ange et le démon - 2 (『天使』と『悪魔』②, "Tenshi" to "akuma" ②) - 106. La revanche de Nanno (南野の復讐, Minamino no fukushū) - 107. Les nouveaux amis de Makoto (真の友達, Shin no tomodachi)                             |                   |                   |                   |                   |
| 13 | 17 juillet 1993   | 978-4-06-311920-6 | 14 juin 2006      | 978-2-84599-615-1 |
| Liste des chapitres : - 108. Maître du paranormal (エスパー清間君, Esupā Seima-kun) - 109. Je veux te protéger (守ってあげたい, Mamotteagetai) - 110. Résurrection (復活の日, Fukkatsu no hi) - 111. Junya Akutsu (阿久津淳也, Akutsu Junya) - 112. Burst city - 1 (爆裂都市①, Bakuretsu toshi ①) - 113. Burst city - 2 (爆裂都市②, Bakuretsu toshi ②) - 114. La veste légendaire - 1 (特攻服伝説①, Tokkō-fuku densetsu ①) - 115. La veste légendaire - 2 (特攻服伝説②, Tokkō-fuku densetsu ②) - 116. La nuit de l'affrontement (ぶっちぎりＮＩＧＨＴ！！, Bucchigiri NIGHT) |                   |                   |                   |                   |
| 14 | 17 septembre 1993 | 978-4-06-311938-1 | 23 août 2006      | 978-2-84599-634-2 |
| Liste des chapitres : - 117. Exterminator game (殺戮ＧＡＭＥ！, Satsuriku GAME!) - 118. La nouvelle affaire Enoshima gate - 1 (新江ノ島ゲート事件①, Shin Enoshima gēto jiken ①) - 119. La nouvelle affaire Enoshima gate - 2 (新江ノ島ゲート事件②, Shin Enoshima gēto jiken ②) - 120. Nagisa (ＮＡＧＩＳＡ) - 121. La veste de combat (伝説の“特攻服”, Densetsu no "tokkō-fuku") - 122. Un guerrier dans la nuit (闇戦士, Yami senshi) - 123. Midnight angel (ＭＩＤＮＩＧＨＴ ＡＮＧＥＬ) - 124. La nuit du duel (タイマンＮＩＧＨＴ, Tai man NIGHT) - 125. Shōnan War !! (再燃 湘南戦争！！, Sainen Shōnan sensō!!) |                   |                   |                   |                   |
| 15 | 16 décembre 1993  | 978-4-06-311957-2 | 20 septembre 2006 | 978-2-84599-643-4 |
| Liste des chapitres : - 126. Z-2, la légende (ＺⅡ伝説, Z II densetsu) - 127. Et pour terminer ce long, long, très long été - 1 (長い長い夏の終わりに①, Nagai nagai natsu no owari ni ①) - 128. Et pour terminer ce long, long, très long été - 2 (長い長い夏の終わりに②, Nagai nagai natsu no owari ni ②) - 129. Endless summer (エンドレス サマー, En doresu samā) - 130. La 400 de mes rêves - 1 (憧れのヨンヒャク①, Akogare no yonhyaku) - 131. La 400 de mes rêves - 2 (憧れのヨンヒャク②, Akogare no yonhyaku ②) - 132. Blue light Yokohama (ブルーライトＹＯＫＯＨＡＭＡ, Burū raito YOKOHAMA) - 133. Souvenirs de Natsu (ナツの記憶, Natsu no kioku) - 134. Jeunesse veut vivre sa vie (セイシュンの家出, Seishun no iede) |                   |                   |                   |                   |
| 16 | 17 février 1994   | 978-4-06-311985-5 | 15 novembre 2006  | 978-2-84599-666-3 |
| Liste des chapitres : - 135. Nuit de la jeunesse (セイシュンＮＩＧＨＴ！！, Seishun NIGHT!!) - 136. Concert (hardcore, ハードコア不法集会, Hādokoa fuhōshūkai) - 137. Retrouvailles… (再会, Saikai) - 138. Quand la mort rôde… (死に神の“逆鱗”！！, Shinigami no "gekirin"!!) - 139. Traquer la mort - 1 (死に神狩り①, Shinigami kari ①) - 140. Traquer la mort - 2 (死に神狩り②, Shinigami kari ②) - 141. Lien avec un certain passé (過去の因縁, Kako no in'nen) - 142. Fin d'un inséparable duo ?! (鬼爆コンビ解消！？, Onibaku konbi kaishō!?) - 143. Boys be ambitious (ボーイズ・ビー・アンビシャス, Bōizu bī anbishasu) |                   |                   |                   |                   |
| 17 | 17 mai 1994       | 978-4-06-312017-2 | 17 janvier 2007   | 978-2-84599-688-5 |
| Liste des chapitres : - 144. Menace (迫りくる脅威, Semari kuru kyōi) - 145. Assaut sur Shōnan (湘南侵攻, Shōnan shinkō) - 146. Décisive bataille (決戦の時, Kessen no toki) - 147. La loi des hommes (男たちの運命, Otoko-tachi no unmei) - 148. Le lien perdu (失われた絆, Ushinawareta kizuna) - 149. Séparation (決別, Ketsubetsu) - 150. Et à nouveau… (そして 再び‥‥, Soshite futatabi...) - 151. Piège tendu (ワナを張る‥, Wana o haru...) - 152. Friends and dreams (ＦＲＩＥＮＤＳ ａｎｄ ＤＲＥＡＭＳ) |                   |                   |                   |                   |
| 18 | 15 juillet 1994   | 978-4-06-312033-2 | 21 mars 2007      | 978-2-84599-710-3 |
| Liste des chapitres : - 153. Friends and dreams - 2 (ＦＲＩＥＮＤＳ ａｎｄ ＤＲＥＡＭＳⅡ) - 154. Stand by me (Ｓｔａｎｄ ｂｙ ｍｅ) - 155. Good luck, Kamata (Ｇｏｏｄ Ｌｕｃｋ ＫＡＭＡＴＡ) - 156. La vie après Kamata (鎌田なき後‥‥, Kamata naki nochi...) - 157. Le mystère Kiwamézawa (極沢の謎！？, Goku Sawa no nazo!?) - 158. Duel (サンダ対ガイラ, Sanda tai gaira) - 159. Le cœur a ses raisons… (彼女の行為、愛の行為, Kanojo no kōi, ai no kōi) - 160. Le guerrier qui venait du froid - 1 (北の使者①, Kita no shisha ①) - 161. Le guerrier qui venait du froid - 2 (北の使者②, Kita no shisha ②) |                   |                   |                   |                   |
| 19 | 16 septembre 1994 | 978-4-06-312050-9 | 16 mai 2007       | 978-2-84599-732-5 |
| Liste des chapitres : - 162. Promesse sous la lune (月夜の約束, Tsukiyo no yakusoku) - 163. Devenir fort (強くなりたい, Tsuyoku naritai) - 164. Cent démons dans la nuit (湘南百鬼夜行, Shōnan hyakkiyakō) - 165. La ville des onis (鬼の棲む街, Oni no sumu machi) - 166. Sweet home (スウィートホーム, Suwītohōmu) - 167. Qui est l'oni ? (鬼の正体, Oni no shōtai) - 168. L'homme à la GPZ-900R (ＧＰＺ９００Ｒの男, ＧＰＺ９００Ｒ no otoko) - 169. Celui qui se fait appeler Yagyô Atsuki (悪鬼夜行の名の元に, Akki yakō no na no moto ni) - 170. Légende (伝説なき地！, Densetsu naki chi!) |                   |                   |                   |                   |
| 20 | 14 décembre 1994  | 978-4-06-312081-3 | 11 juillet 2007   | 978-2-84599-750-9 |
| Liste des chapitres : - 171. Le legs de mon grand-père (じいちゃんのくれた‥, Jīchan no kureta...) - 172. La valeur d'un mec (男の価値, Otoko no kachi) - 173. Éléphant rose (「ピンクの象」, "Pinkunozō") - 174. Trop classe ! (カッコイイ！！, Kakkoī!!) - 175. C'est décidé ! (キメたっ！！, Kime ta~) - 176. À fond… (ハンパって‥‥！？, Han pa tte...!?) - 177. Fight !! (ファイト！！！, Faito!!!) - 178. À l'heure où la tempête se lève (嵐をおこして, Arashi o okoshite) - 179. Cette amitié plus forte que le sang versé (血もにじむ友情, Chi mo ninimu yūjō) |                   |                   |                   |                   |

### Tomes 21 à 31
| no | Japonais         | Japonais          | Français          | Français          |
| no | Date de sortie   | ISBN              | Date de sortie    | ISBN              |
| --- | ---------------- | ----------------- | ----------------- | ----------------- |
| 21 | 16 février 1995  | 978-4-06-312102-5 | 17 octobre 2007   | 978-2-84599-778-3 |
| Liste des chapitres : - 180. Slow love (ＳＬＯＷ ＬＯＶＥ) - 181. Petit dramatique ferroviaire (江ノ電劇場, Enoden gekijō) - 182. Sérénade (情熱 熱風セレナーデ, Jōnetsu neppū serenāde) - 183. Cindrella dream (シンデレラ・ドリーム, Shinderera dorīmu) - 184. Une promesse importante (大事な約束, Daijina yakusoku) - 185. Ombre sournoise (忍びよる影, Shinobi yoru kage) - 186. Respect (男のケジメ, Otoko no kejime) - 187. I'll be back (Ｉ’ＬＬ ＢＥ ＢＡＣＫ) - 188. Il est sorti (年少あがりのあいつ, Nenshō agari no aitsu) |                  |                   |                   |                   |
| 22 | 17 mai 1995      | 978-4-06-312137-7 | 12 décembre 2007  | 978-2-84599-797-4 |
| Liste des chapitres : - 189. Le L-club de Yokosuka (横須賀Ｌ－ＣＬＵＢ, Yokosuka L-CLUB) - 190. Sous le même toit (ひとつ屋根の下で, Hitotsu yane no shita de) - 191. Rencontre inopinée (あいつの気持ちと冬の気配, Aitsu no kimochi to fuyu no kehai) - 192. Dead end junkie (ＤＥＡＤ ＥＮＤ ＪＵＮＫＩＥ) - 193. D.O.A (ＤＯＡ) - 194. D.O.A drag star (ＤＯＡ ＤＲＡＧ ＳＴＡＲ) - 195. Hasard… (効かねぇ‥‥！？, Kikanē...!?) - 196. Appât (青春のコンビニ, Seishun no konbini) - 197. Brother… (Ｂｒｏｔｈｅｒ) |                  |                   |                   |                   |
| 23 | 17 juillet 1995  | 978-4-06-312155-1 | 20 février 2008   | 978-2-84599-834-6 |
| Liste des chapitres : - 198. La nana d'avant, la nana de maintenant (昔の女、今の女, Musaki no on'na, ima no on'na) - 199. Room (ＲＯＯＭ) - 200. My sweet home (ＭＹ ＳＷＥＥＴ ＨＯＭＥ) - 201. Seishô speed king - 1 (西湘ＳＰＥＥＤ ＫＩＮＧ, Saishō SPEED KING) - 202. Seishô speed king - 2 (西湘ＳＰＥＥＤ ＫＩＮＧ２, Saishō SPEED KING 2) - 203. Seishô speed king - 3 (西湘ＳＰＥＥＤ ＫＩＮＧ３, Saishō SPEED KING 3) - 204. Seishô speed king - 4 (西湘ＳＰＥＥＤ ＫＩＮＧ４, Saishō SPEED KING 4) - 205. Seishô speed king - 5 (西湘ＳＰＥＥＤ ＫＩＮＧ５, Saishō SPEED KING 5) - 206. Petit œuf (たまごクラブ ひよこクラブ, Tamago kurabu hiyoko kurabu) |                  |                   |                   |                   |
| 24 | 17 octobre 1995  | 978-4-06-312186-5 | 23 avril 2008     | 978-2-84599-858-2 |
| Liste des chapitres : - 207. Give me body (ＧＩＶＥ ＭＥ ＢＯＤＹ) - 208. La nuit après l'amour… (恋をした夜は, Koi o shita yoru wa) - 209. À mon fils… (息子へ‥‥, Musuko e...) - 210. Bateau de sable (砂の船, Suna no fune) - 211. On met les voiles, baby ! (Ｂａｂｙ！ 逃げるんだ！！, Baby! Nigeru nda!) - 212. La technique de l'employé modèle (バイト大作戦！！, Baito dai sakusen!!) - 213. Recherche d'emploi (世にも奇妙なアルバイト, Yonimo kimyōna arubaito) - 214. Le type venu de la mer (海から来た男, Umi kara kita otoko) - 215. Le voisin du jour (今日の隣人, Kyō no rinjin) |                  |                   |                   |                   |
| 25 | 14 décembre 1995 | 978-4-06-312210-7 | 18 juin 2008      | 978-2-84599-887-2 |
| Liste des chapitres : - 216. Judo paradise (柔道パラダイス, Jūdō paradaisu) - 217. La fille à la Stingray rouge (赤スティングレーの女, Aka sutingurē no on'na) - 218. La fille au regard bleu (青い瞳の女, Aoi hitomi no on'na) - 219. Planche légendaire (伝説のボード, Densetsu no bōdo) - 220. La planche de Neptune (海神の宿るボード, Wadatsumi no yadoru bōdo) - 221. Alissa (ブロンドのアリサ, Burondo no Arisa) - 222. Day break rendez-vous (デイブレイク・ランデヴー, Deibureiku randevū) - 223. Le rêve dont on ne s'éveille pas (醒めない夢, Samanai yume) - 224. Séduction impossible (叶わぬ求愛, Kanawanu kyūai) |                  |                   |                   |                   |
| 26 | 16 février 1996  | 978-4-06-312232-9 | 24 septembre 2008 | 978-2-84599-924-4 |
| Liste des chapitres : - 225. Comme le frangin … (兄貴みてーに‥‥, Aniki mitē ni) - 226. Les enquêtes du détective Onizuka : L'énigme de la chambre close - 1 (鬼塚少年の事件簿 ポックリさん殺人事件①, Onizuka shōnen no jiken-bo pokkuri-san satsujin jiken ①) - 227. Les enquêtes du détective Onizuka : L'énigme de la chambre close - 2 (鬼塚少年の事件簿 ポックリさん殺人事件②, Onizuka shōnen no jiken-bo pokkuri-san satsujin jiken ②) - 228. Une jeunesse formidable (青春のいじわる―, Seishun no ijiwarū) - 229. Château of riverside (シャトー・ド・リバーサイド, Shatō do ribāsaido) - 230. Histoire infrarouge (暗闇太郎, Kurayami Tarō) - 231. Nightscope party (激闘！！ ナイトスコープ合戦！！, Gekitō! Naito sukōpu gassen!) - 232. Le trou de la gloire (“真実の口”, "Shinjitsu no kuchi") - 233. La chute (穴と女と男と泪, Ana to on'na to otoko to namida) |                  |                   |                   |                   |
| 27 | 17 avril 1996    | 978-4-06-312257-2 | 19 novembre 2008  | 978-2-84599-955-8 |
| Liste des chapitres : - 234. La voisine (du voisin) (となりのとなりの姉ちゃん, Tonari no tonari no nēchan) - 235. La pietà (マリアの胃袋, Maria no ibukuro) - 236. 45 min jusqu'au dos (背中まで４５分, Senaka made 45-fun) - 237. Le plongeon de l'amour (恋のダイビング, Koi no daibingu) - 238. Les rois du trip game (無敗！！ ジャンケン帝王, Muhai! Janken teiō) - 239. Croix (十字架, Jūjika) - 240. Last signal (1) (ラストシグナル, Rasuto shigunaru) - 241. Last signal (2) (ラストシグナル②, Rasuto shigunaru ②) - 242. Tomorrow (Ｔｏｍｏｒｒｏｗ) |                  |                   |                   |                   |
| 28 | 17 juin 1996     | 978-4-06-312278-7 | 21 janvier 2009   | 978-2-84599-999-2 |
| Liste des chapitres : - 243. Printemps solitaire (春はロンリー, Haru wa ronrī) - 244. Appel de l'espace (「宇宙からの電話」, "Uchū kara no denwa") - 245. Eikichi non-stop (英吉、ＮＯＮ ＳＴＯＰ, Eikichi, NON STOP) - 246. Compte à rebours (喪失カウントダウン, Sōshitsu kauntodaun) - 247. Surprise (カノジョ現る, Kanojo genru) Bonus : Les deux premiers chapitres de Bad Company (バッドカンパニー, Baddo Kanpanī) - Bad company (1) (ＢＡＤ ＣＯＭＰＡＮＹ①) - Bad company (2)-ＢＡＤ ＣＯＭＰＡＮＹ② () |                  |                   |                   |                   |
| 29 | 12 août 1996     | 978-4-06-312302-9 | 18 mars 2009      | 978-2-8116-0028-0 |
| Liste des chapitres : - 248. Est-ce que tu resteras ? (助けて欲しい, Tasukete hoshī) - 249. Sérieux, pour de vrai (初めての本気, Hajimete no honki) - 250. Secret secret (ナイショナイショ, Naishonaisho) - 251. L'aveu (彼女の告白, Kanojo no kokuhaku) - 252. Départ (ＤＥＰＡＲＴＵＲＥ) - 253. Kyôko Yokosuka (ＹＯＫＯＳＵＫＡ ＫＹＯＫＯ) - 254. Ma rentrée des classes (あたしの卒業式, Atashi no sotsugyōshiki) Bonus : Les deux derniers chapitres de Bad Company - Bad company (3) (ＢＡＤ ＣＯＭＰＡＮＹ③) - Bad company (4) (ＢＡＤ ＣＯＭＰＡＮＹ④) |                  |                   |                   |                   |
| 30 | 17 octobre 1996  | 978-4-06-312328-9 | 20 mai 2009       | 978-2-8116-0057-0 |
| Liste des chapitres : - 255. Ce qu'elle ressent (彼女の気持ち, Kanojo no kimochi) - 256. For you (ＦＯＲ ＹＯＵ‥) - 257. Puisqu'on ne peut pas se voir souvent (たまにしか会えないから‥, Tama ni shika aenaikara...) - 258. PS I love you (Ｐ．Ｓ．Ｉ ＬＯＶＥ ＹＯＵ) - 259. Quelqu'un de bien (いいひと, Ī hito) - 260. La nouvelle voisine (となりのひながた, Tonari no hina gata) Bonus : Les 3 premiers chapitres de Bad Company 2 - Bad company 2 (1) (ＢＡＤ ＣＯＭＰＡＮＹ２①) - Bad company 2 (2) (ＢＡＤ ＣＯＭＰＡＮＹ２②) - Bad company 2 (3) (ＢＡＤ ＣＯＭＰＡＮＹ２③) |                  |                   |                   |                   |
| 31 | 13 décembre 1996 | 978-4-06-312358-6 | 8 juillet 2009    | 978-2-8116-0087-7 |
| Liste des chapitres : - 261. Mission impossible (不可能指令, Fukanō shirei) - 262. Shōnan war (湘南戦争勃発, Shōnan sensō boppatsu) - 263. Une nouvelle légende ?! (新たな伝説！？, Aratana densetsu!?) - 264. Notre voie ? (オレ達の道‥‥？, Ore-tachi no michi...?) - 265. Ultime résolution (最後の選択, Saigo no sentaku) - 266. Un vieux compte à régler (いつかのケリ, Itsuka no keri) - Dernier chapitre. Adieu Shōnan (さよなら湘南‥‥, Sayonara Shōnan...) Bonus : Les 3 derniers chapitres de Bad Company 2 - Bad company 2 (4) (ＢＡＤ ＣＯＭＰＡＮＹ２④) - Bad company 2 (5) (ＢＡＤ ＣＯＭＰＡＮＹ２⑤) - Bad company 2 (6) (ＢＡＤ ＣＯＭＰＡＮＹ２⑥) |                  |                   |                   |                   |